# Serge Jolimeau

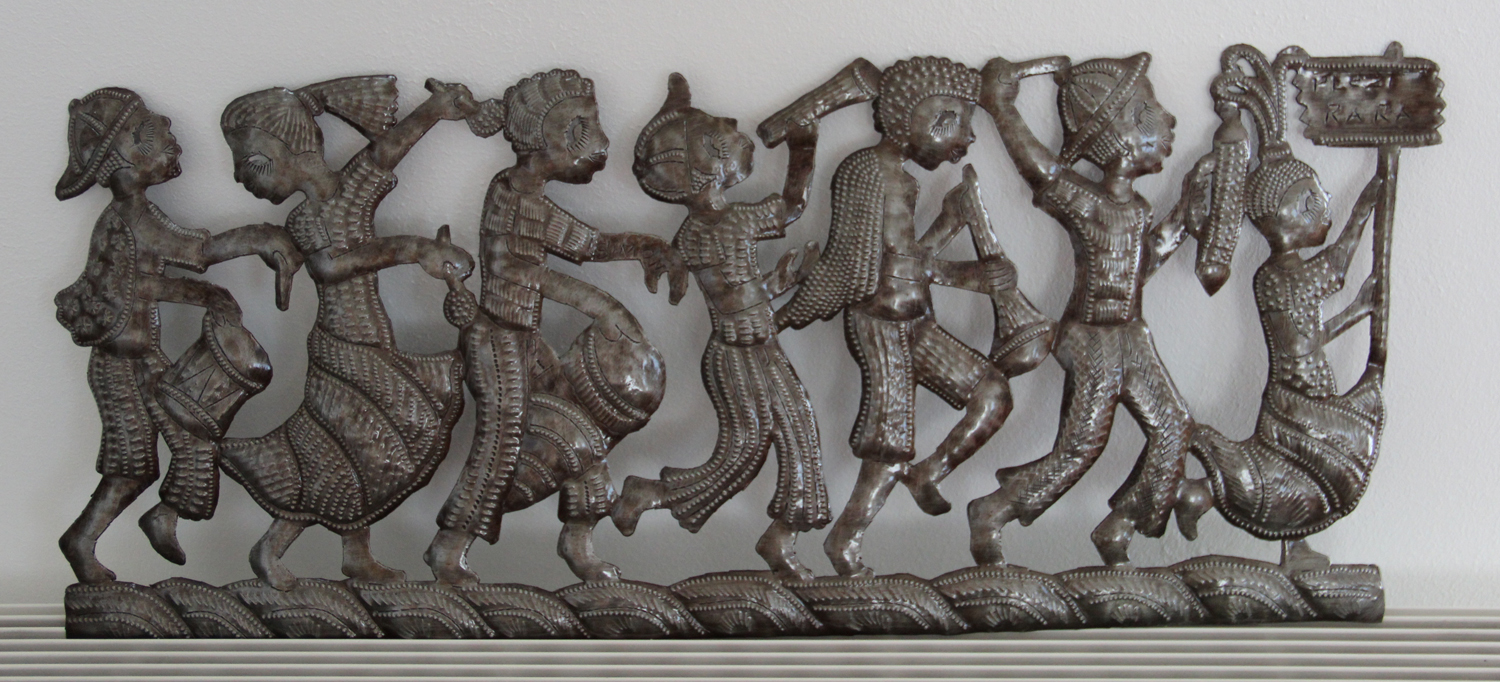
Haitisk relief i bosmétal

Serge Jolimeau, född 1952 i Croix des Bouquets i Haiti, är en haitisk skulptör.
Serge Jolimeau började som lärling hos Seresier LouisJuste i Croix des Bouquets, och arbetade från 1972 på Centre d’art i Port-au-Prince, där han mötte sin mentor Murat Brierre (1938–1988). Serge Jolimeau bar tillsammans med Gabriel Bien-Aimé (född 1951) vidare den tradition med "bosmétal"-skulptur (hamrade reliefer av plåt utskuren från oljefat), som grundats av Georges Liautaud. Sedan 1979 har Jolimeau ställt ut utomlands. 
Serge Jolimeau var en av de tre haitiska konstnärer som utsågs 2009 av Bill Clinton att skapa konstverk för Clinton Global Citizen Awards inom Clinton Global Initiative.
Han är representerad i bland andra Brooklyn Museum, Milwaukee Art Museum, Spencer Museum of Art i Lawrence i Kansas och Figge Art Museum i Davenport i Iowa.